# Крумова династија
Династија Крум је назив који су савремени историчари дали прабугарској владајућој династији која је владала Бугарском у 9. и 10. веку (803—997). Право име ове династије није познато. Име је добио по Круму, који је Бугарској освојио и припојио територије Трансилваније, Паноније, Славоније, укључујући Београд и Срем.
У династији Крум били су неки од највећих бугарских владара — Крум, Омуртаг, Борис I, Симеон I и Петар I, током којих је Бугарска настојала да влада Србима и чак је на кратко припојила Бугарској прву средњовековну српску кнежевину. По свој прилици, и Часлав Клонимировић је био припадник ове династије.